# Ferlacher Horn
Il Ferlacher Horn (1.840 m s.l.m. - in sloveno Grlovec) è una montagna delle Caravanche nelle Alpi di Carinzia e di Slovenia. Si trova in Carinzia.
La montagna fa parte delle Caravanche Settentrionali. Il lato nord ovest è formato da rocce calcaree, dove sul lato più alto raggiunge l'80% di pendenza.
nella parte sud e sud est presenta un grande bosco, con sempre delle zone di roccia calcarea.